# 진보당 (2017년 대한민국)
진보당(進步黨)은 2017년 10월 15일에 창당된 통합진보당 계열의 대한민국의 진보정당이다.
2017년 10월 15일 오전 10시 국회의원회관 소회의실에서 새민중정당과 민중연합당 양당의 수임기관 합동회의를 통해 합당을 공식 완료하고, 오후 2시 서울시청 앞 광장에서 민중당 창당을 선언하였다.
2020년 6월 20일, 진보당으로 당명을 변경했다.

## 역사
- 2017년 10월 11일: 새민중정당 이은혜 대변인 기자회견[17]
- 2017년 10월 12일: 민중연합당 인천시당과 새민중정당 인천시당 창당준비위원회의 합당 기자회견[18]
- 2017년 10월 15일 오후 2시: 공식 창당과 당원이 참여하는 창당 대회 개최
- 2017년 10월 15일: 서울시당, 울산시당 창당[19]
- 2020년 4월~5월 : 4월에 열린 총선에서 전원 낙선으로 5월 말 21대 국회 출범과 함께 원외정당이 됨
- 2020년 6월 20일: 진보당으로 당명변경
- 2023년 4월 5일에 열린 재보궐선거에서 의석을 1석 확보하여 다음날 원내정당으로 복귀하였다.[20][21][22]

### 역대 로고

민중당 시절에 사용된 1차 로고
민중당 시절에 사용된 2차 로고

## 기반
진보당은 민중당에서 당명 개정안 투표를 통해 결정된 당명이다. 일부 언론은 민중당에 대해 대한민국 학생 운동의 한 갈래인 민족 해방 계통의 정당으로 여기고 있으나, 실제 당에서는 1990년대 이전에 사라진 이러한 양분론에 기초한 인식이 높은 비중을 차지하고 있지 않다. 가령, 당내 중앙교육원에서는 제3세계론과 영미권의 최신 학설은 물론, 민족 문제와 계급 문제를 둘 다 중시하고 레닌의 《제국주의론》을 중점으로 당 간부를 양성하는 등 다양한 흐름이 존재한다. 민중당은 기본적으로 반미주의, 반제국주의, 한반도 통일 적극 지향이라는 점에서 민족주의의 성격도 갖추고 있는 정당이나, 이러한 특성은 국내 공산주의자들도 갖추고 있는 특성이다.
또한 당 강령에 별도의 성평등 강령을 추가함으로써 여성주의자의 참여도 독려하고 있다는 점에서 1990년대 초 이전의 학생 운동의 성격으로 이 당을 판단하기는 상당히 어려우며, 기본적으로 3대 운동(노동 운동·농민 운동·빈민 운동)에 기초한 좌익 정당의 성격을 갖추고 있다.
당 출범 후 각 진영의 평가가 이어졌다. 정통 트로츠키주의를 표방하는 볼셰비키는 민중당의 창당은 환영하면서도, 당내 다수를 점하고 있는 민족주의자들 특유의 계급협조주의를 경계하였다. 마르크스-레닌주의 단체인 전국노동자정치협회의 경우는 민중당의 의회 전술에 공감하면서도, 외연 확장만이 아닌, 실질적으로 사회 변혁을 불러올 수 있는 마르크스-레닌주의적 행동이 뒷받침되어야 한다고 지적했다. 수정 트로츠키주의 단체인 노동자 연대는 기본적으로 당 출범에 환영하는 입장이었으나, 통일전선적 성격을 가졌음에도 불구하고 정의당과 연대하지 않는 흐름에 대해 아쉬움이 있다고 전했다.
총선 후 당명개정 투표를 진행하였으며, 진보당이라는 당명으로 개명되었다.
진보당의 기반은 노동 운동, 농민 운동, 빈민 운동이다. 진보당을 이루는 계파로는 구/신 NL와 함께 일부 구 PD 계열의 당원들이 있으며, 진보당을 지지하는 노동조합으로는 민주노총의 주류 파벌이, 지지하는 농민단체로는 전농이 있다.

## 국제적 교류
진보당은 램지 클라크, 노암 촘스키 등 미국의 반제국주의 지식인과 교류해 왔다. 또한 민중당 시절 제시 잭슨, 버니 샌더스 등 미국 민주당의 진보적 인사들과 교류하며 한국 종전 선언에 대한 지지를 이끌어냈다. 미국 녹색당은 진보당의 평화통일 강령을 공개적으로 지지하였다.

## 구조

### 역대 지도부
1기 지도부(민중당)
- 상임대표: 김종훈, 김창한
- 일반대표: 김은진, 정태흥, 강규혁, 김기형, 안주용, 이화수, 장지화, 손솔
- 원내대표: 윤종오
- 사무총장: 편재승

2기 지도부(민중당)
- 상임대표: 이상규
- 공동대표: 김은진, 최나영, 정희성, 안주용, 소순관, 장지화, 김선경
- 사무총장: 홍성규

3기 지도부(진보당)
- 상임대표: 김재연
- 공동대표: 조용신, 윤희숙, 김기완, 안주용, 이경민, 송명숙
- 사무총장: 김근래

### 대의원대회
진보당의 최고 의사 결정 기관은 대의원대회이다. 진보당 대의원대회 대의원은 당고문, 상임대표 및 대표단, 계급계층조직 중앙 대표, 국회의원, 지방자치단체장, 지방의회의원, 시·도 지역당 위원장 및 부위원장, 계급계층조직 시·도 대표 및 부대표, 선출직 중앙위원, 선출직 대의원 등으로 구성된다. 임기는 2년이며, 모든 당원에 피선거권을 부여하며, 여성은 50%, 장애인은 5%의 최소할당제를 적용하고 있다. 선출직 대의원은 2년마다 열리는 정기대의원대회에서 당원에 의해 선출되며, 대의원대회는 강령, 당헌, 당규, 당 정책 결정, 당 지도 결정, 합당 결정 등을 총괄한다.

### 중앙위원회
중앙위원회는 상임대표 및 대표단, 계급계층조직 중앙 대표, 국회의원, 지방자치단체장, 지방의회의원, 시·도 지역당 위원장 및 부위원장, 계급계층조직 시·도 대표, 선출직 중앙위원 등으로 구성된다. 임기는 2년이며, 모든 당원에 피선거권을 부여하며, 여성은 50%, 장애인에게 5%의 최소할당제를 적용하고 있다. 중앙위원회는 정해진 분기마다 소집되며, 당헌, 당규 해석, 개정, 재정 등에 관여할 수 있으며, 시·도 내 단위세포당 성립, 당내 안건 검토 및 안건 수립 등의 권한이 있다.

### 당무위원회
당무위원회는 대표단, 시·도 지역당 위원장이 겸하며, 의장은 상임대표가, 부의장은 상임대표가 지명한 공동대표가 맡는다. 정기 당무위원회는 월 1회 의장의 주관에 따라 소집되며, 대표단이 제출한 안건의 의결 및 집행과 기타 당헌·당규에서 규정한 권한이라는 두 가지 권한을 갖는다.

### 중앙교육원
중앙교육원은 진보당의 당 간부를 양성하기 위해 조직된 당내 기관이다. 중앙교육원장은 상임대표가 임면하고 중앙위원회에서 인준한다.

### 하위 정당
- 진보당 여성-엄마당 보관됨 2020-11-11 - 웨이백 머신
- 진보당 노동자당 보관됨 2020-11-11 - 웨이백 머신
- 진보당 농민당 보관됨 2020-11-11 - 웨이백 머신
- 청년진보당 보관됨 2020-11-11 - 웨이백 머신
- 진보당 빈민당 보관됨 2020-11-16 - 웨이백 머신

## 시도당

### 서울권
- 진보당 서울특별시당(서울특별시 서대문구 충정로 53)

### 수도권
- 진보당 경기도당(경기도 수원시 장안구 영화로86번길 8)
- 진보당 인천광역시당(인천 부평구 원길로 26)

### 호남권
- 진보당 전라북도당(전라북도 전주시 덕진구 백석동로 13)
- 진보당 전라남도당(전라남도 순천시 해룡면 신대로2)
- 진보당 광주광역시당(광주 서구 대남대로 452)
- 진보당 제주특별자치도당(제주특별자치도 제주시 서광로 279)

### 영남권
- 진보당 울산광역시당(울산 북구 명촌20길 10 )
- 진보당 부산광역시당(부산광역시 연제구 월드컵대로 141 7층)
- 진보당 대구광역시당(대구 중구 국채보상로151길 105)
- 진보당 경상북도당(경북 포항시 남구 포스코대로 442)
- 진보당 경상남도당(경남 창원시 성산구 중앙대로 77)

### 충청권
- 진보당 대전광역시당(대전 서구 둔산남로9번길 71)
- 진보당 충청북도당(충북 청주시 상당구 상당로186번길 21)
- 진보당 충청남도당(충남 아산시 배방읍 북수로 97)

### 강원권
- 진보당 강원도당(강원 원주시 북원로 2241)

## 정책
진보당의 정책은 주로 비정규직 노동자, 농민, 영세 자영업자의 입장을 대변하고 있으며, 민주주의적 원칙이 지켜지는 선에서의 사회주의 및 반(反)자본주의 성격을 갖고 있다. 전(全)국민을 대상으로 하는 대표적인 정책은 ‘전국민고용보험제’가 있으며, 나머지 정책은 특정 계층(비정규직 노동자, 농민, 영세 자영업자, 대학생, 주부, 경력 단절 여성, 장애인, 노인 등)에게 맞춰져 있다. 나열된 정책들은 주로 2020년 총선 관련 정책들이나, 이 정책들은 총선과 무관하게 진보당이 골자로 하고 있는 기본 방향성에 기반한 것이다.

### 전국민고용보험제
정규직 노동자에게 의무적으로 가입되는 고용보험제를 노동 가능 연령에 해당하는 모든 국민에게 적용하자는 정책이다. 이상규 상임대표는 “재난긴급수당과 같은 일회적 지원으로는 경제 위기 극복에 한계가 있다”며 “고졸, 알바생, 취업준비생, 50대 여성, 노인과 같은 취약계층을 보호할 대책이 필요하다. 고용 안전망을 획기적으로 확대해야 한다”고 강조했다. 전국민이 고용보험에 가입하게 되면 사회적 취약 계층이 일자리를 잃거나, 자영업자 소득에 악영향이 와도 지원금을 통하여 안정적인 생활을 어느 정도 보장될 수 있다. 고용보험 사각지대에 있는 1천300여만명의 비정규직노동자·특수고용노동자·자영업자·아르바이트생 등이 가입할 수 있도록 제도를 바꾸는 것이 핵심이다. 진보당은 보험 급여 대상·지급구조 등을 손보면 가입자가 대폭 늘어도 실업 후 최장 6개월, 최저임금 80% 수준의 소득을 보전 할 수 있다고 본다.

### 재벌 해체
진보당은 재벌 해체 정책을 내세우고 있다.
- 규제개혁위원회를 해체하여 재벌 형성 방지를 더욱 신속하고 정확하게 할 수 있는 사회적·법적 환경을 만들고, 재벌을 해체한다.
- 최대 재산 상속세를 도입하여 재산이 아무리 높아도 30억만을 상속할 수 있도록 강제하며, 나머지 재산은 국가가 몰수한다.
- 하청기업을 대상으로 한 대기업의 ‘일감 몰아주기’를 불법으로 하고, 대기업 중심의 유동가격결정제를 폐지하여 중소기업의 수익을 보장한다.

### 교육 정책
서울대학교를 폐지하고, 모든 대학을 국공립화하여 일괄적인 학제 개편을 통해 대학 서열화를 타파하는 것을 목표로 하고 있다. 동시에 모든 교육 과정을 무상으로 하여 경제적 취약 계층도 교육을 받을 수 있게 해야 함을 강조한다.

### 노동 정책
최저임금의 지속적 인상과 최저임금 이상의 급여를 받는 모든 노동자가 지속적인 임금 인상을 진행할 수 있도록, 연 임금 협상 의무제 실시를 주장하고 있다. 또한 비정규직의 완전한 폐지를 목표로, 비정규직을 정규직으로 전환하는 정책을 주장하고 있다. 진보당의 노동 정책은 방대한데, 민주노총 산하 산별노조의 요구를 바탕으로 노동 관련 정책을 통일적으로 구현해야 함을 강조하고 있으며, 현재 존재하는 비정규직의 노동3권을 실질적으로 보장하기 위해 노조 성립 의무화를 국가주도로 강제해야 함을 주장하고 있다.
위와 같은 정책 외에 다른 특수한 정책의 내용은 다음과 같다.
- 4인 이하 사업장 노동자도 야간수당, 휴일수당 적용, 부당해고 금지, 15시간 미만 초단시간 노동자도 주휴, 연차, 공휴일 보장, 2년 후 정규직 전환 보장
- 노동 법원과 노사 사건에 대한 집단소송제를 신설하여 노사 문제 관련 사건을 효율적이고, 빠르게 해결한다.
- 대규모 구조조정시 사회적 협의기구 구성, 일방적 정리해고 불허, 외국인의 투기성 무리한 구조조정, 고율배당 제어를 실시한다.
- 사용자 규정과 근로자 규정을 확대하고, 원청의 교섭 해태 시 부당노동행위 형사 처벌한다.
- 원청 사업주의 책임 및 처벌 강화, 징벌적 손해배상 부과하는 ‘기업살인 처벌법’제정

### 노인 정책
진보당은 노인이 늙었다는 이유로 사회적 활동을 보장받지 못 하는 것을 최대한 막기 위해 정년 제도의 점진적 폐지를 주장하고 있다. 또한 2020년 기준으로 노인장기요양보험 이용자 수가 약 58만 명인데 장기요양기관 수는 만 약 24,000개이고 공공요양기관은 1.01%에 불과하다. 따라서 진보당은 수요자 기준 30%의 공공요양시설 설치 및 사회서비스공단을 설립을 주장하고 있다.
이러한 정책 외 거주지원 서비스, 돌봄센터, 국공립 병원 및 보건소 확충 및 확대를 정책으로 내세우고 있다.

### 농어업 정책
진보당은 2018년 겨울부터 주요 채소류를 중심으로 가격폭락 사태가 연이어 발생되고 있으나 정부는 여전히 제대로 된 농산물 가격안정 정책을 수립하지 않고 있다고 비판하였다. 농산물 가격불안정 사태를 선제적으로 대응할 수 있는 가격정책이 마련되지 않으면 농가 경영이 위협받을 뿐만 아니라 농업은 더 이상 지속가능할 수 없다. 따라서 진보당은 다음과 같은 정책을 내세우고 있다.
- 국가주도 농업 유통망을 수립하여 사적인 농산물 유통을 최대한 제한하고, 농민 수취가격을 증대한다.[34]
- 농민등록제를 실시, 농어민 관련 모든 보험을 의무화하고, 보험비 전액을 국가가 지원한다.[35]
- 농어민수당제를 도입하여 월 30만 원 또는 그 이상의 지원금을 모든 농어민에게 지급한다.[36]
- 농업중앙회장 조합원 직선제를 통하여 협동조합에 걸맞는 농업 생산 구조를 형성한다.[37]
- 농촌 관련 개발사업은 모두 농촌주민의 동의를 거치도록 한다. 농촌주민이 동의하지 않는 개발사업을 금지한다.[38]
- 농축산물이 주요 원료가 되는 식료가공품에 대해 일차적으로 국산 농산물을 사용하게 한다.[39]
- 대대적인 수매제(收買制)를 실시하고 관련 예산을 대폭 확대하여 농산물 공공수급제를 안정적으로 실행한다.
- 부재지주의 직불금 부당수령 문제 적극적으로 해소하여 농민의 경작권을 보장하고 농지 국가관리체계를 확립하여 비농민의 농지 매입, 투기를 완전히 차단한다.[40]
- 지역 농지관리위원회를 조직하여 농지 이용 실태전수조사를 주기적으로 실시하고, 투기 농지는 모두 몰수한다. 또한 지역 특성과 경제 여건에 맞는 농산물 수급가격을 정할 수 있게 한다.[41]
- WTO 농산물 수입을 중단하며, 농업에 희생을 강요하는 FTA 협정을 전면적으로 개정한다.[42]

이러한 내용 이외에도 수많은 농업, 어업 정책이 존재한다. 진보당의 농업 정책은 주로 식량주권을 완전히 확보하고, 농어민의 소득을 보장하는 동시에 통일 후 남북 농업이 별다른 마찰이 없이 이어질 수 있는 체계를 형성하는 것을 골자로 하고 있다.

### 여성 정책
진보당의 여성 정책은 양성 임금격차 해소를 위한 여성할당제의 범적인 도입, 성범죄 처벌 기준 및 형량 강화, 국가주도의 여성 건강 관리 등으로 나눠져 있으며 그 자세한 내용은 다음과 같다.
- 각종 선출직 후보 추천 수치를 남성과 여성 동수로 하여 절반 할당제를 도입한다.[43]
- 공공기관의 장관급·국장급 구성원, 공기업·국립대학 교수, 국내 500대 기업 임원, 부장판사, 국가대표감독·코치 전체에 여성할당제 50%를 단계적으로 도입하고 승진 성비 공개제도를 도입한다.[44]
- 반의사불벌죄 폐지, 성폭력 피해자 사실적시 명예훼손죄 폐지, 가정폭력 가해자 체포우선주의, 대학 과정까지 성교육 의무화를 확립한다. 또한 꾸밈노동 금지에 관현된 법제를 도입하고, 성희롱, 성추행, 성폭력 판단 기준을 확대하여 더욱 폭넓게 적용할 수 있도록 한다.[45]
- 여성건강기본법을 제정하여 국가주도의 여성 건강 관리 체계를 확립한다.[46]
- 의제강간 연령을 17세로 상향하고, 20세 이상 성인이 아동에게 선물이나 돈을 주는 행위 및 부모 동의 없이 만나는 행위를 처벌하고 성범죄 처벌 수위를 강화한다.[47]
- 전업주부 등록제를 실시하여 주부에게도 국민연금을 지급한다.[48]
- 지역구 국회의원, 지방의회, 비례대표 여성할당제를 강화하여 정치권이 여성의 요구를 제대로 반영할 수 있도록 한다.[49]
- 출산 전후 전체 유급 출산휴가를 보장하고, 육아 어려움이 집중되는 기간 1년여간 최소한의 육아와 생활을 보장하기 위한 보험제도를 신설한다.[50]

### 장애인 정책
장애인에게도 최저임금을 보장하는 것부터 시작하여, 장애인의 노동권, 이동권 확대와 장애인 대상 서비스의 대대적인 국유화를 명시하자는 입장을 갖고 있다. 특히 장애인 대상 서비스의 민영 체계는 각기 담당 주무부서가 달라질 수 있어 장애인 업무의 전체적인 통일성과 연계성이 떨어져 업무 처리의 중복에 따른 낭비와 비효율과 행정서비스의 수혜자인 장애인 당사자 입장에서는 혼란과 불편함을 초래한다고 비판하고 있다. 이러한 기본적인 입장을 바탕으로 장애인 지원 사업비를 장애인에게 직접 지급, 장애인 관련 직종의 의료보험 전면 적용, 수어 초등학교의무교육제 시행, 남북 장애인 관계 교류 활성화, 장애인 등급제 폐지 등을 실현하는 것을 내세우고 있다.

### 통일 정책
진보당은 군사 정책과 통일 정책을 하나의 묶음으로 보고 있다. 군대 내 상급자의 무분별한 지시를 하급자가 거부할 수 있도록 군 인권을 강화, 사드(THAAD) 해체, 사병 및 대체 복무자 급여의 대폭 인상, 전시 작전권 환수, 주한미군 철수, 징병제·예비군의 점진적인 폐지, 한미동맹 폐지, 한일군사정보보호협정(GSOMIA) 폐지 등을 내세우고 있다. 진보당은 군사비 증강이 동북아시아를 긴장시키는 원인이 될 수 있다고 주장하며, 단계적으로 군사비를 감축하고, 해당 예산을 민생 관련 예산으로 전환할 것을 요구하고 있다. 동시에 종전 선언을 통해 조선민주주의인민공화국과의 기나긴 반목을 끝내야 함을 강조하는데, 이를 ‘한반도 평화협정’이라고 명명하였다.

## 주요 선거 결과

### 대통령 선거
| 연도   | 선거  | 후보자 | 득표     | 득표율         | 결과 | 당락 |
| ------ | ----- | ------ | -------- | -------------- | ---- | ---- |
| 2022년 | 20대  | 김재연 | 37,666표 | \| \| 0.11% \| | 5위  | 낙선 |
|        | 0.11% |        |          |                |      |      |

### 국회의원 선거
|  | 0% |

|  | 1.05% |

|  | 0% |

|  | 0.39% |

|  | 0.33% |

- 제22대 국회의원 선거에서 비례대표는 더불어민주연합에 후보를 냈다.

### 지방선거
|  | 0% |

|  | 0% |

|  | 0% |

|  | 0.38% |

|  | 0% |

|  | 0.44% |

|  | 0.34% |

|  | 0.57% |

## 같이 보기
- 한국대학총학생회연합
- 운동권
  - 민족해방파
- 민중의소리